# Échec au porteur
Pour plus de détails, voir Fiche technique et Distribution.
Échec au porteur est un film français en noir et blanc réalisé par Gilles Grangier, sorti en 1958.

## Synopsis
Bastien Sassey est un transporteur de drogue (qu'il dissimule dans un ballon de football) bien décidé à renoncer à ses trafics pour l'amour de Jacqueline. Pour cela, il accepte une ultime proposition qui doit lui rapporter beaucoup, mais de la part d'une bande rivale de celle pour qui il travaillait jusque-là. En se présentant chez ses nouveaux commanditaires, Bastien reçoit mission de livrer le soir même au chef de sa bande d'origine un ballon rempli de drogue, mais celle-ci a été remplacée par une bombe à retardement. Bastien est réticent et les trafiquants l'abattent après qu'il s’est débarrassé du ballon. Grièvement blessé Bastien meurt non sans avoir prévenu la police qu'un enfant a ramassé par inadvertance le ballon. Une course contre la montre s'engage.

## Autour du film
À l'instar du film Chèque au porteur en 1941, le titre du film Échec au porteur fait un jeu de mots avec l'expression bancaire Chèque au porteur.

## Fiche technique
- Titre : Échec au porteur
- Réalisation : Gilles Grangier
- Assistant-réalisateur : Pierre Guilbaud
- Scénario : Pierre Véry, Noël Calef et Gilles Grangier d'après le roman Échec au porteur de Noël Calef (Prix du Quai des Orfèvres 1956)
- Dialogues : Noël Calef et Pierre Véry
- Photographie : Jacques Lemare, assisté de Philippe Brun
- Montage : Jacqueline Douarinou
- Cadreur : Georges Pastier
- Musique : Jean Yatove
- Décors : Robert Gys, assisté de Fred Marpaux et Robert Dumesnil
- Son : René Sarazin
- Maquillage : Boris de Fast
- Coiffure : Huguette Lalaurette
- Scripte : Sylvette Baudrot ou Martine Guillou
- Photographe de plateau : Robert Joffres et Émile Savitry
- Régisseur : Paulette Boréal
- Chef de production : Lucien Viard
- Directeur de production : Paul Joly
- Société de production : Orex Films
- Société de distribution : Corona
- Pays de production :  France
- Tournage du 15 juillet au 7 septembre 1957
- Format : Noir et blanc — 35 mm — 1,37:1 — Son : Mono
- Genre : Film dramatique, Film policier, Thriller
- Durée : 86 minutes (1 h 26)
- Date de sortie :
  - France : 15 janvier 1958

## Distribution
- Paul Meurisse : le commissaire divisionnaire Varzeilles
- Jeanne Moreau : Jacqueline Tourieu
- Serge Reggiani : Bastien Sassey
- Simone Renant : Denise Giraucourt
- Gert Fröbe : Hans
- Louis Arbessier : le chirurgien Bailleul
- Frédéric Atger : Bernard Arpaillargue, le fils
- Bernard Borie : Claude Giraucourt
- Charles Bouillaud : l’inspecteur Remaillard
- Amy Collin : Madame Vagues
- Albert Dinan : Aldo Varecchi, le camionneur italien
- Joël Flateau : le petit malade
- Jacqueline Fontel
- Christian Fourcade : Jules, dit Julot
- Gabriel Gobin : Mayer, l'artificier
- Clément Harari : Adrien Osmets, l'importateur
- Ingrid Harrison
- Lucien Hubert : M. Truffior, le directeur de la clinique
- Pierre Jourdan : Marc Giraucourt
- Bernard La Jarrige : l’inspecteur Le Crocq
- Robert Lombard : l’inspecteur Pianoles
- Fanny Mauve : la femme du terrain vague
- Albert Médina : un docteur
- Daniel Mendaille
- Reggie Nalder : Dédé, le tueur
- Jacqueline Noëlle : Germaine
- Jo Peignot : Crédité dans le rôle de Tréguennec, mais joue en réalité Morigny
- Robert Porte : l’inspecteur Detourbe
- Lucien Raimbourg : l’agent Henri Gravier
- Marcel Rouzé : un agent de banlieue
- Fernand Sardou : M. Arpaillargue, le receveur des postes
- Georges Sellier
- Hélène Tossy : Madame Arpaillargue
- Henri Virlogeux : le portier de l'hôtel
- Louis Saintève : un garçon de café
- Jacques Préboist : l’homme à vélo
- Claude Albert : Hélène, une infirmière
- Henriette Monfraix : Suzanne
- Pierre Collet : crédité dans le rôle de Morigny, mais joue en réalité Tréguennec
- Yves Arcanel : l’anesthésiste de l'hôpital